# Infiammazione neurogenica
L'infiammazione neurogenica è una infiammazione derivata dal rilascio localizzato, da parte di neuroni afferenti, di mediatori infiammatori come la sostanza P, CGRP, neurochinina A (NKA), e l'endotelina-3 (ET-3). I canali TRPA1 stimolati dal lipopolisaccaride (LPS) possono anche causare infiammazione neurogenica acuta.
Una volta rilasciati, i neuropeptidi inducono il rilascio di istamina dai mastociti adiacenti. A sua volta, l'istamina evoca il rilascio della sostanza P e CGRP; viene di seguito stabilito un collegamento bidirezionale tra istamina e neuropeptidi nell'infiammazione neurogenica.
L'infiammazione neurogenica sembra giocare un ruolo importante nella patogenesi di numerose malattie, tra cui l'emicrania, la psoriasi, la vitiligine, l'asma, la fibromialgia, la sindrome da fatica cronica, la nevrite, la sindrome dolorosa regionale complessa, l'eczema, la rosacea, la distonia, e la sensibilità chimica multipla.
Nell'emicrania, la stimolazione del nervo trigemino (cfr. disordini craniomandibolari e nevralgia del trigemino) provoca infiammazione neurogenica attraverso il rilascio di neuropeptidi, compresa la sostanza P, ossido nitrico, polipeptide intestinale vasoattivo, 5-HT (serotonina) in eccesso che viene sottratta dall'encefalo, neurochinina A e CGRP.